# Narcissus River
Narcissus River är ett vattendrag i Australien. Det ligger i delstaten Tasmanien, i den sydöstra delen av landet, omkring 140 kilometer nordväst om delstatshuvudstaden Hobart. Narcissus River flyter ihop med Derwent River vid sjön Lake St Clair.
I omgivningarna runt Narcissus River växer i huvudsak barrskog. Trakten runt Narcissus River är nära nog obefolkad, med mindre än två invånare per kvadratkilometer. Genomsnittlig årsnederbörd är 1 478 millimeter. Den regnigaste månaden är september, med i genomsnitt 188 mm nederbörd, och den torraste är februari, med 55 mm nederbörd.